# Liste chinesischer Zeitungen
Die folgende Liste ist eine Übersicht über chinesische Zeitungen.

## Sonderverwaltungszone Hongkong
Anmerkung: alle folgende Schriftzeichen als Langzeichen

### HongkongerTageszeitungen
- Apple Daily (蘋果日報,  Píngguǒ Rìbào)
- Oriental Daily News (東方日報,  Dōngfāng Rìbào)
- Metro (都市日報,  Dūshì Rìbào)
- Ming Pao (明報,  Míngbào)
- Ta Kung Pao (大公報,  Dàgōngbào)
- The Sun (太陽報,  Tàiyángbào)
- Wah Kiu Yat Po (englisch Overseas Chinese Daily News, 華僑日報,  Huáqiáo Rìbào)
- Wah Kiu Man Po (englisch Overseas Chinese Evening News, 華僑晚報,  Huáqiáo Wǎnbào)
- Wen Wei Po (文匯報,  Wénhuìbào)

### Englischsprachig
- China Daily (中國日報,  Zhōngguó Rìbào)
- International Herald Tribune (國際先驅論壇報,  Guójì Xiānqū Lùntánbào)
- South China Morning Post(南華早報,  Nánhuá Zǎobào)
- Target Intelligent Report
- The Standard (Hongkong) (英文虎報,  Yīngwén Hǔbào)

## Festlandchina
Anmerkung: alle folgende Schriftzeichen als Kurzzeichen

### Zeitungen landesweit
- Cankao Xiaoxi (参考消息,  Cānkǎo Xiāoxī)
- Fazhi Ribao (法制日报,  Fǎzhì Rìbào)
- Gongren Ribao (工人日报,  Gōngrén Rìbào)
- Guangming Daily (光明日报,  Guāngmíng Rìbào)
- Jiefang Junbao (解放军报,  Jiěfàngjūn Bào)
- Renmin Ribao (人民日报,  Rénmín Rìbào)
- Ta Kung Pao (大公报,  Dàgōngbào)

### Englischsprachig
- China Daily (中国日报,  Zhōngguó Rìbào)
- Global Times (环球时报,  Huánqiú Shíbào)
- Shanghai Daily (上海日报,  Shànghǎi Rìbào)

### Regionale Zeitungen

#### PekingerTageszeitungen
- Beijing Daily (北京日报,  Běijīng Rìbào)
- Beijing Evening Post (北京晚报,  Běijīng Wǎnbào)
- Beijing Youth Daily (北京青年日报,  Běijīng Qīngnián Rìbào)

#### GuangdongProvinz

##### GuangzhouerTageszeitungen
- Guangzhou Daily (广州日报,  Guǎngzhōu Rìbào)
- Southern Daily (南方日报,  Nánfāng Rìbào)
- Yangcheng Wanbao (羊城晚报,  Yángchéng Wǎnbào)

##### Guangzhouer Wochenzeitung
- Southern Weekly (南方周末,  Nánfāng Zhōumò)

#### HebeiProvinz

##### TangshanerTageszeitungen
- Tangshan Laodong Ribao (唐山劳动日报,  Tangshan Láodòng Rìbào)

#### HubeiProvinz

##### WuhanerTageszeitungen
- Changjiang Daily (长江日报,  Chángjiāng Rìbào)
- Hubei Daily (湖北日报,  Húběi Rìbào)

#### JiangsuProvinz
- Yangtse Evening Post (扬子晚报,  Yángzǐ Wǎnbào)

##### NanjingerTageszeitungen
- Nanjing Daily (南京日报,  Nánjīng Rìbào)[1]
- Xinhua Daily (新华日报,  Xīnhuá Rìbào)

##### ShanghaierTageszeitungen
- Jiefang Daily (解放日报,  Jiěfàng Rìbào)
- Shanghai Morning Post (新闻晨报,  Xīnwén Chénbào)
- Shanghai Daily, englischsprachig (上海日报,  Shànghǎi Rìbào)
- Xinmin Evening News  (新民晚报,  Xīnmín Wǎnbào)

#### ShandongProvinz

##### JinanerTageszeitungen
- Dazhong Ribao (大众日报,  Dàzhòng Rìbào)[2][3]
- Jinan Daily (济南日报,  Jǐnán Rìbào)[4]

##### QingdaoerTageszeitungen
- Qingdao Daily (青岛日报,  Qīngdǎo Rìbào)[5]

#### Shaanxi'er Provinz

##### Xi’anTageszeitungen
- Xi’an Daily (西安日报,  Xī'ān Rìbào)

#### SichuanProvinz

##### ChengduerTageszeitungen
- Sichuan Daily (四川日报,  Sìchuān Rìbào)

#### YunnanProvinz

##### KunmingerTageszeitungen
- Chungcheng Wanbao (春城晚报,  Chūnchéng Wǎnbào)[6]
- Yunnan Daily (云南日报,  Yúnnán Rìbào)[6]

#### ShenyangerTageszeitungen
- Liaoning Daily (辽宁日报,  Liáoníng Rìbào)
- Shenyang Daily (沈阳日报,  Shěnyáng Rìbào)

#### ZhejiangProvinz

##### HangzhouerTageszeitungen
- Hangzhou Daily (杭州日报,  Hángzhōu Rìbào)

##### NingboerTageszeitungen
- Ningbo Daily (宁波日报,  Níngbō Rìbào)